# Stolidosoma eques
Stolidosoma eques är en tvåvingeart som först beskrevs av Friedrich Hermann Loew 1864.  Stolidosoma eques ingår i släktet Stolidosoma och familjen styltflugor.
Artens utbredningsområde är Venezuela. Inga underarter finns listade i Catalogue of Life.